# بورگ-ات-کامن
بورگ-ات-کامن (به فرانسوی: Bourg-et-Comin) یک کمون در فرانسه است که در ان (ا-دو-فرانس) واقع شده‌است. بورگ-ات-کامن ۵٫۱۲ کیلومتر مربع مساحت دارد ۶۳ متر بالاتر از سطح دریا واقع شده‌است.